# Ordinul Polonia Restituta

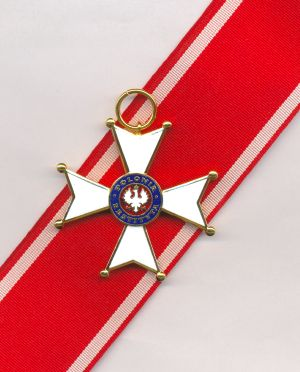
Ordinul Polonia Restituta

Ordinul Polonia Restituta (în poloneză Order Odrodzenia Polski, care semnifică în română Ordinul Renașterii Poloniei) este a doua cea mai înaltă decorație civilă poloneză, după Ordinul Vulturul Alb.
Această decorație poate fi conferită pentru realizări remarcabile în domeniile educației, științelor, sportului, culturii, artelor, economiei, apărării țării, operelor sociale, civile sau pentru întreținerea unor bune relații între țări. A fost creată la 4 februarie 1921 și poate fi atribuită atât civililor, cât și militarilor polonezi, precum și celor străini.

## Ordinul Polonia Restituta
A fost înființat de Camera Deputaților al Poloniei (Sejm Rzeczypospolitej).
În 1944 acest ordin a fost inclus în sistemul decorațiilor noului stat socialist polonez (Polska Ludowa). S-a păstrat forma lui și culorile, totuși stema  a pierdut coroana, iar pe reversul crucii s-a schimbat anul în „1944”. 
Între anii 1944-1992 (până la sfârșitul valabilitătii legii din perioada Republicii Populare Polone, 681.949 de persoane au primit ordine ale Renașterii Poloniei. De la 1972, în acord cu Carta Învățătorului, fiecare învățător care a lucrat 30 de ani la școală primea acest ordin. Din acest motiv, timp de 20 de ani, l-au primit 63.416 de persoane. În anii '80 aceste regulamente s-au aplicat și minerilor, metalurgiștilor și funcționarilor publici.
Până la 1990 a fost acordat, în versiunea lui de dinainte de război, de către guvernul polonez în exil.
Era purtat pe panglică roșie cu dungi albe pe laturi, pe umărul drept (I clasă), pe gât (II și III clasă) sau partea stângă a pieptului (clasele IV și V).
În precedenția ordinelor și a decorațiilor Ordinul Polonia Restituta se află după Ordinul Vulturul Alb , Ordinul Virtuti Militari , iar înainte de Ordinul Crucea Militară, Ordinul Crucea Independenței și Ordinul de Merit al Republicii Polone.

## În a Doua Republică Poloneză
În conformitate cu legea din 4 februarie 1921 despre înființarea Ordinului Polonia Restituta, ordinul acesta a fost împărțit în patru clase. Împărțirea nouă, în cinci clase, împreună cu titlurile atribuite cavalerilor, a fost introdusă un an mai târziu. În conformitate cu această lege, cavalerii clasei I ai Ordinului Polonia Restituta primeau titlul Cavalerului panglicăi mare a Ordinului Polonia Restituta. Acest titlu a fost schimbat la Cavalerul Crucii Mari al Ordinului Polonia Restituta. Titlurile altor clase au rămas neschimbate.

## A Treia Republică Poloneză (de la 1990)
Rezumatul colectiv al conferirilor Ordinului Polonia Restituta din 1990 pană la sfârșitul lui decembrie 2012 împreună cu numărul și procentajul conferirilor de clase individuale ale Ordinului în perioadă respectivă:
| Președinția                 | Marea Cruce (Clasa I) | Crucea de Comandor cu Stea (Clasa II) | Crucea de Comandor (Clasa III) | Crucea de Ofițer (Clasa IV) | Crucea de Cavaler (Clasa V) | Total       |
| --------------------------- | --------------------- | ------------------------------------- | ------------------------------ | --------------------------- | --------------------------- | ----------- |
| Lech Wałęsa                 | 21 0,13%              | 88 0,53%                              | 314 1,90%                      | 1132 6,83%                  | 15021 90,61%                | 16576       |
| Aleksander Kwaśniewski – I  | 44 0,54%              | 207 2,53%                             | 723 8,83%                      | 2169 26,50%                 | 5041 61,60%                 | 8184        |
| Aleksander Kwaśniewski – II | 29 0,27%              | 146 1,34%                             | 739 6,78%                      | 2750 25,23%                 | 7234 66,38%                 | 10898       |
| Lech Kaczyński              | 64 1,06%              | 169 2,8%                              | 866 14,34%                     | 1871 30,99%                 | 3068 50,81%                 | 6038        |
| Bronisław Komorowski*       | 30 0,79%              | 83 2,17%                              | 311 8,14%                      | 982 25,71%                  | 2414 63,19%                 | 3820        |
| Total                       | 188 0,41% (+4)**      | 693 1,52%                             | 2953 6,49%                     | 8904 19,56%                 | 32 778 72.02%               | 45 516 (+4) |

(*) – Împreună cu conferirile făcute de către Bronisław Komorowski, când oficia ca președinte, fiind președintele Camerei Deputaților. 

(**) – Marele Crucii ale Ordinului Polonia Restituta, care primesc președinti ai Republicii Poloneze datorită funcției lor

### Bronisław Komorowski (din 2010)
Președinția lui Bronisław Komorowski (până la sfârșitul lui aprilie 2013):
| Anul 2013  | Clasa I | Clasa II | Clasa III | Clasa IV | Clasa V | Total |
| ---------- | ------- | -------- | --------- | -------- | ------- | ----- |
| ianuarie   | –       | –        | 4         | 19       | 33      | 56    |
| februarie  | –       | –        | 4         | 14       | 39      | 57    |
| martie     | –       | –        | 2         | 19       | 44      | 65    |
| aprilie    | 1       | 1        | 6         | 16       | 79      | 103   |
| mai        |         |          |           |          |         |       |
| iunie      |         |          |           |          |         |       |
| iulie      |         |          |           |          |         |       |
| august     |         |          |           |          |         |       |
| septembrie |         |          |           |          |         |       |
| octombrie  |         |          |           |          |         |       |
| noiembrie  |         |          |           |          |         |       |
| decembrie  |         |          |           |          |         |       |
| Total      | 1       | 1        | 16        | 68       | 195     | 281   |

Președinția lui Bronisław Komorowski (anul 2012)
| Anul 2012  | Clasa I | Clasa II | Clasa III | Clasa IV | Clasa V | Total |
| ---------- | ------- | -------- | --------- | -------- | ------- | ----- |
| ianuarie   | –       | –        | 5         | 23       | 57      | 85    |
| februarie  | –       | 2        | 3         | 25       | 63      | 93    |
| martie     | –       | –        | 10        | 13       | 25      | 48    |
| aprilie    | –       | 3        | 18        | 24       | 55      | 100   |
| mai        | 1       | –        | 9         | 22       | 60      | 92    |
| iunie      | –       | 2        | 5         | 26       | 61      | 94    |
| iulie      | 2       | 3        | 5         | 16       | 48      | 74    |
| august     | –       | –        | 2         | 29       | 70      | 101   |
| septembrie | –       | –        | 2         | 14       | 61      | 77    |
| octombrie  | –       | 3        | 3         | 41       | 125     | 172   |
| noiembrie  | –       | 1        | 8         | 24       | 26      | 59    |
| decembrie  | –       | –        | 5         | 16       | 34      | 55    |
| Total      | 3       | 14       | 75        | 273      | 685     | 1050  |

Președinția lui Bronisław Komorowski (anul 2011)
| Anul 2011  | Clasa I | Clasa II | Clasa III | Clasa IV | Clasa V | Total |
| ---------- | ------- | -------- | --------- | -------- | ------- | ----- |
| ianuarie   | 3       | 9        | 8         | 19       | 50      | 89    |
| februarie  | 1       | 3        | 12        | 24       | 57      | 97    |
| martie     | –       | 3        | 7         | 38       | 118     | 166   |
| aprilie    | 2       | 8        | 7         | 10       | 57      | 84    |
| mai        | 1       | 3        | 24        | 77       | 163     | 268   |
| iunie      | –       | 1        | 8         | 29       | 69      | 107   |
| iulie      | 1       | 3        | 12        | 28       | 85      | 129   |
| august     | 1       | 1        | 21        | 68       | 134     | 225   |
| septembrie | 1       | 8        | 36        | 132      | 322     | 499   |
| octombrie  | 1       | 1        | 6         | 25       | 77      | 110   |
| noiembrie  | –       | 1        | 6         | 29       | 73      | 109   |
| decembrie  | –       | 2        | 2         | 53       | 62      | 119   |
| Total      | 11      | 43       | 149       | 532      | 1267    | 2002  |

Președinția lui Bronisław Komorowski (august – decembrie 2010)
| VIII-XII 2010 r. | Clasa I | Clasa II | Clasa III | Clasa IV | Clasa V | Total |
| ---------------- | ------- | -------- | --------- | -------- | ------- | ----- |
| august           | –       | –        | 6         | 28       | 35      | 69    |
| septembrie       | 1       | 3        | 12        | 25       | 98      | 139   |
| octombrie        | 1       | 1        | 17        | 26       | 71      | 116   |
| noiembrie        | 2       | 4        | 16        | 32       | 98      | 152   |
| decembrie        | 1       | –        | 6         | 23       | 103     | 133   |
| Total            | 5       | 8        | 57        | 134      | 405     | 609   |

Președintele Camerei Deputaților Bronisław Komorowski când oficia ca președintele Republicii Poloneze (aprilie-iulie 2010):
| IV-VII 2010 r. | Clasa I | Clasa II | Clasa III | Clasa IV | Clasa V | Total |
| -------------- | ------- | -------- | --------- | -------- | ------- | ----- |
| Total          | 11      | 18       | 30        | 43       | 57      | 159   |

### Lech Kaczyński (2006-2010)
Președinția lui Lech Kaczyński:
| Anul  | Clasa I | Clasa II | Clasa III | Clasa IV | Clasa V | Total |
| ----- | ------- | -------- | --------- | -------- | ------- | ----- |
| 2006  | 17      | 41       | 161       | 309      | 279     | 807   |
| 2007  | 13      | 43       | 168       | 443      | 757     | 1424  |
| 2008  | 10      | 30       | 166       | 415      | 780     | 1401  |
| 2009  | 19      | 51       | 279       | 604      | 1105    | 2058  |
| 2010  | 5       | 4        | 92        | 100      | 147     | 348   |
| Total | 64      | 169      | 866       | 1871     | 3068    | 6038  |

### Aleksander Kwaśniewski – II kadencja (2001-2005)
Aleksander Kwaśniewski – al doilea mandat (2001-2005)
„Statystyka nadań Orderów Odrodzenia Polski w latach 2001–2005 ”
:
| Anul  | Clasa I | Clasa II | Clasa III | Clasa IV | Clasa V | Total |
| ----- | ------- | -------- | --------- | -------- | ------- | ----- |
| 2001  | 6       | 36       | 175       | 611      | 1524    | 2352  |
| 2002  | 5       | 36       | 142       | 525      | 1429    | 2137  |
| 2003  | 6       | 22       | 99        | 428      | 1205    | 1760  |
| 2004  | 2       | 23       | 137       | 485      | 1311    | 1958  |
| 2005  | 10      | 29       | 186       | 701      | 1765    | 2691  |
| Total | 29      | 146      | 739       | 2750     | 7234    | 10898 |

### Aleksander Kwaśniewski – primul mandat (1996-2000)
Președinția lui Aleksander Kwaśniewski – primul mandat
„Statystyka nadań Orderów Odrodzenia Polski w latach 1990–2000 ”
:
| Anul  | Clasa I | Clasa II | Clasa III | Clasa IV | Clasa V | Total |
| ----- | ------- | -------- | --------- | -------- | ------- | ----- |
| 1996  | 6       | 15       | 59        | 146      | 378     | 604   |
| 1997  | 10      | 44       | 105       | 344      | 898     | 1401  |
| 1998  | 15      | 57       | 154       | 369      | 1016    | 1611  |
| 1999  | 4       | 47       | 201       | 588      | 1143    | 1983  |
| 2000  | 9       | 44       | 204       | 722      | 1606    | 2585  |
| Total | 44      | 207      | 723       | 2169     | 5041    | 8184  |

### Lech Wałęsa (1990-1995)
Președinția lui Lech Wałęsa:
| Anul  | Clasa I | Clasa II | Clasa III | Clasa IV | Clasa V | Total |
| ----- | ------- | -------- | --------- | -------- | ------- | ----- |
| 1990  | 1       | 6        | 83        | 481      | 8755    | 9326  |
| 1991  | 4       | 7        | 47        | 115      | 3472    | 3645  |
| 1992  | 3       | 11       | 52        | 203      | 1605    | 1874  |
| 1993  | 6       | 18       | 32        | 87       | 392     | 535   |
| 1994  | 4       | 17       | 37        | 119      | 292     | 469   |
| 1995  | 4       | 29       | 63        | 127      | 505     | 728   |
| Total | 22      | 88       | 314       | 1132     | 15021   | 16577 |

## Clasificare
Ordinul este împărțit în cinci clase:
| 1. Marea Cruce (Krzyż Wielki)                               | Ribbon |
| 2. Crucea de Comandor cu Stea (Krzyż Komandorski z Gwiazdą) | Ribbon |
| 3. Crucea de Comandor (Krzyż Komandorski)                   | Ribbon |
| 4. Crucea de Ofițer (Krzyż Oficerski)                       | Ribbon |
| 5. Crucea de Cavaler (Krzyż Kawalerski)                     | Ribbon |

## Statistici

### A Treia Republică Poloneză (de la 1990)
Rezumatul colectiv al conferirilor Ordinului Polonia Restituta din 1990 pană la sfârșitul lui decembrie 2012 împreună cu numărul și procentajul conferirilor de clase individuale ale Ordinului in perioadă respectivă:

## Beneficiari cunoscuți
- Władysław Anders (1892–1970), general polonez și membru of guvernului polonez în exil de la Londra.
- Andrzej Butkiewicz (1955–2008), activist polonez politic & cofondator al Comitetului Solidarității Studențești.
- Gerard Ciołek (1909–66), arhitect și istoric polonez de parcuri și grădini.
- Andrzej Czuma politician polonez și activist opoziției anticomuniste.
- Wilm Hosenfeld, ofițer al armatei germane care a salvat polonezi, printre care și Władysław Szpilman.
- Janusz Korczak (1878–1942), autorul copiilor polonezi, pediatru, și martir al Holocaustului.
- Lviv Polytechnic
- Wacław Micuta (1915–2008), militar polonez, diplomat ONU.
- Josip Broz Tito, președintele Iugoslaviei.
- Douglas MacArthur, comandant al armatei americane.
- Jadwiga Piłsudska, aviatoare poloneză, fiica lui Józef Piłsudski.
- Stanislav Poplavsky, general în armatele sovietice și poloneze.
- Edward Rydz-Śmigły (1886–1941), politician polonez, ofițer de armată, pictor și poet.
- Danuta Siedzikówna, (1928–46), infirmier al armatei poloneze.
- Władysław Szpilman, pianist și compozitor polonez.
- Witold Pilecki, soldat în A Doua Republică Poloneză și unul dintre fondatorii Armatei Poloneze Secrete.
- Omar Bradley, comandant al armatei americane.
- Léon Noël (1888–1987), ambasador francez și politician (Marea Cruce).
- Józef Kowalski, ultimul veteran în viață al Războiului Polono-Sovietic, a primit ordinul cu ocazia împlinirii a 110 de ani.
- Bronisław Chromy, (n. 1925), artist plastic polonez.

## Vezi și
- Crucea malteză